# Gare de Sandpoint
La gare de Sandpoint est une gare ferroviaire des États-Unis, située sur le territoire de Sandpoint dans l'État de l'Idaho.

## Histoire
Elle est mise en service en 1916.

## Service des voyageurs

### Desserte
Elle est desservie par des liaisons longue-distance Amtrak: 
- l'Empire Builder: Seattle/Portland - Chicago